# Морское страхование
Морское страхование (англ. Marine Insurance) — отрасль страхования, охватывающая виды страхования, где в качестве объекта выступают имущественные интересы, связанные с судами морского и речного флота
.

## Объекты страхования
Объектами морского страхования выступают:
1. Судно как вид транспортного средства, имеющее определённую стоимость.
2. Груз, который перевозит судно.
3. Фрахт — доходы получаемые владельцем судна от использования его в качестве транспортного средства или сдачи в аренду.
4. Гражданская ответственность судовладельца или грузоперевозчика за ущерб, который может быть нанесён третьим лицам, окружающей среде, в процессе эксплуатации судна.
5. Морские платформы

## Классификация морского страхования

### Формы морского страхования
По форме морское страхование может быть:
1. Договорное. Предполагает заключение договора морского страхования со страховщиком, который за определённую плату (страховую премию) обязуется возместить страхователю или выгодоприобретателю убытки, причинённые страховым случаем. Договорное морское страхование является одним из первых видов страхования. Первый известный договор морского страхования был заключён в 1347 году[3]
2. Взаимное. Взаимное страхование осуществляется в клубах взаимного страхования. Клубы взаимного страхования впервые возникли в Англии после 1720 года. Особенностью взаимного страхования является то, что возможные убытки члена клуба взаимного страхования возмещаются из общего фонда, формируемого за счёт взносов членов клуба.

### Виды морского страхования
Различают следующие виды морского страхования:
1. Страхование судна (hull & machinery) — страхование корпуса, машин и оборудования судна. Иногда называется "каско судов". К основным покрываемым рискам относят:
А. Повреждения корпуса, машин и оборудования судна вследствие:
1. - столкновения судна с плавучим или неподвижным объектом;
  - воздействия тяжелых погодных условий;
  - посадки на мель;
  - пожара, взрыва, удара молнии;
  - механического повреждения частей машин и оборудования судна;
  - воздействия иных опасностей мореплавания;

Б. Разумные и целесообразные расходы, произведенные страхователем для предотвращения и уменьшения убытков вследствие аварийного происшествия- в том числе расходы по спасанию;
В. Взносы по доле судна в общей аварии;
Г. Полная гибель судна- как фактическая, так и конструктивная (когда расходы на ремонт аварийных повреждений судна превышают страховую сумму);
Д. Потеря фрахта в связи с аварийным простоем судна, если причина аварии покрывается полисом страхования судна.
2. Гражданская ответственность судовладельца, наступившая вследствие эксплуатации судна (protection and indemnity, P&I). Покрываются риски наступления ответственности судовладельца в связи с его обязанностью возместить третьей стороне причиненные судном убытки в результате:
А. столкновения судна с плавучими и неподвижными объектами;
Б. Гибели, недостачи или повреждения перевозимого судном груза;
В. Смерти, болезнью, травмы или иного вреда здоровью члена команды;
Г. Необходимости подъема и удаления затонувшего судна;
Д. Розлива нефти, нефтепродуктов или иного загрязнения окружающей среды;
Е. Иных происшествий, предусмотренных договором страхования;
3. Страхование яхт, катеров и иных маломерных судов и судов, используемых в личных целях для отдыха, путешествий и занятий спортом (yachts insurance, pleasure crafts insurance).
4. Страхование судов в постройке
5. Некоторые исследователи исторически относят к морскому страхованию также страхование грузов. Однако в последнее время такая классификация вызывает споры ввиду т.н. мультимодальности современных грузоперевозок, когда перевозка осуществляется несколькими видами транспорта- морским, железнодорожным, автомобильным, авиационным (сквозной коносамент). Поэтому нередко страхование грузов выделяют в самостоятельный- отдельный от морского- вид страхования.